# Classe Ersatz Monarch
Classe Ersatz Monarch era il nome con il quale era conosciuta di una serie di quattro navi da battaglia progettate per la marina austroungarica a partire dal 1911. Nelle intenzioni dei progettisti, queste unità avrebbero dovuto sostituire le antiquate classe Monarch, e quindi sono chiamate comunemente Ersatz Monarch (Ersatz significa "sostituzione"). In realtà, qualunque nome ad esse attribuito è frutto di speculazioni, visto che nulla fu mai comunicato. La costruzione venne autorizzata nel 1914, ma le unità non furono mai impostate a causa dello scoppio della prima guerra mondiale.

## Sviluppo
Gli studi sulla nuova classe di navi da battaglia iniziarono per opera dell'architetto navale Franz Pitzinger nel dicembre 1911. Questi inizialmente elaborò due progetti: uno relativo ad una nave da 22.000 tonnellate con cannoni da 305mm, ed un altro riguardante un'unità da oltre 23.000 tonnellate ed armamento principale su pezzi da 345. La decisione finale ricadde sull'ultima configurazione, anche se si decise di portare il calibro dei cannoni Škoda 35 cm K14 a 350 mm, in modo da poter usufruire dei rifornimenti dell'alleato tedesco (i 350 mm erano previsti anche sui nuovi incrociatori da battaglia della classe Mackensen).
Il programma relativo alle quattro navi, che avrebbero dovuto sostituire le antiquate Monarch, fu autorizzato nel maggio 1914, ed il progetto definitivo venne approvato nel luglio dello stesso anno. Per la costruzione avrebbero dovuto esser coinvolti due cantieri, che avrebbero dovuto realizzare entrambi una coppia di unità: lo Stabilimento Tecnico Triestino (a Trieste, nella parte austriaca dell'Impero) e il Ganz & Co - Danubius (a Fiume, nella parte ungherese).
Le quattro unità, nel budget, ricevettero delle designazioni numeriche "provvisorie" di navi da battaglia VIII - XI. Tuttavia, a causa dello scoppio della prima guerra mondiale, l'impostazione delle nuove unità fu rimandata a data da destinarsi, e non avvenne mai. Inoltre, i contratti con i cantieri non furono mai ratificati. Invece, i cannoni da 350 furono realizzati ugualmente dalla Skoda, e vennero impiegati nei combattimenti terrestri.
Infine, tutte le valutazioni tecniche relative alle nuove navi scomparvero dagli archivi tra il 1919 ed il 1920, probabilmente sottratti da tecnici stranieri in cerca di informazioni.

## Tecnica
Le Ersatz Monarch avrebbero dovuto avere un dislocamento nell'ordine delle 24.500 tonnellate. La velocità prevista era di 21 nodi, con un'autonomia massima di 5.000 miglia. L'armamento avrebbe dovuto essere costituito da:
- 10 cannoni da 350 mm/40, in quattro torri (due trinate e due binate);
- 15 cannoni da 150 mm/50, in altrettante torri;
- 20 cannoni da 20 mm/90, di cui 12 per la difesa antiaerea;
- 6 tubi lanciasiluri, di cui uno a prua ed uno a poppa.

Inoltre, era prevista l'installazione di sei riflettori da 100 mm.